# ラシン・クラブ
ラシン・クラブ（スペイン語: Racing Club）、またはラシン・クラブ・デ・アベジャネーダ（Racing Club de Avellaneda）は、アルゼンチンの中東部、ブエノスアイレス州の都市アベジャネーダを本拠地とするスポーツクラブ。バスケットボール、ボクシング、武道、ローラースケート、テニス、バレーボールなどの競技チームも所有しているが、サッカークラブが有名である。サッカークラブはボカ・ジュニアーズ、CAリーベル・プレート、CAサン・ロレンソ・デ・アルマグロ、CAインデペンディエンテとともに、伝統的にアルゼンチンのビッグ5に数えられる。
アルゼンチン・フットボールの黎明期、アルゼンチン国へのフットボール普及の中心的役割を果たした英国系クラブのアルムニACが消滅した後に、（クリオーリョ中心のメンバーであった）ラシン・クラブは、アマチュア・リーグ時代の1913年から1919年までに7連覇（アルゼンチン・リーグの最長連覇記録）を遂げ、アマチュア時代に合計9度の優勝を果たした。そのため当時アルゼンチンにおけるアルムニの後継的存在のクラブとなり、その優れた成績からLa Academia（ラ・アカデミア：学院）という敬意を表された愛称で呼ばれるようになった。そして、この愛称は現在も引き続き用いられクラブとサポーターの誇りとアイデンティティとなっている。プロリーグ化後に8度優勝しており、計17度のリーグ優勝している。国際舞台においては1967年にコパ・リベルタドーレスとインターコンチネンタルカップを、1988年に第1回スーペルコパ・スダメリカーナとスーペルコパ・インテラメリカーナを制している。アルゼンチンのクラブとしてはCAインデペンディエンテに次いで2番目に南米制覇を果たし、アルゼンチンで初めて世界制覇を果たした。アマチュア時代には、アルゼンチンサッカー協会 (AFA) とウルグアイサッカー協会 (AUF) が共同で組織したコパ・アルダオやコパ・デ・オノール・クセニエールでも優勝している。

## 歴史

### 創設期

青色と白色のユニフォームを着用していた1906年のチーム

1901年5月12日、国立中央カレッジの学生グループがFCバラカス・アル・スド (Football Club Barracas al Sud) を設立し、ペドロ・ウェルネルが初代会長に就任した。しかし、FCバラカス・アル・スド設立、1周年を前に、ユニフォームの色に関して内部対立が起こった。会長側メンバーは黄色と黒の縦縞を希望し、残りの多くのメンバーは赤色を希望した。そして多数派であった反会長派である赤色支持のメンバーが離脱をし、赤色のユニフォームを着用するコロラドス・ウニードス (Colorados Unidos) が設立された。しかし、この分裂状態が長く続くことはなかった。1903年3月25日、ブエノスアイレスのアシエンダ市場で会合が行われて、両クラブの分裂解消が決定され統合することとなった。この際に出席者のひとりエルマン・ビダジャックがフランスのスポーツ雑誌を手にしていて、そこにはフランスのフットボール・クラブ、ラシン・パリが1902年に優勝した記事があった。ラシン・パリは当時、フランスでかなりの強豪チームであった。彼がこれを仲間達に見せると、喝采を持って受け入れられ、そこから、チーム名をラシン・クラブ・デ・アベジャネーダに改名することが決定された。そしてユニフォームに関しては、ラシン・パリのユニフォームは当時から水色と白の横縞であったが、ラシン・クラブのメンバーはユニフォームのデザインまでラシン・パリと同じにすることは止めた。ラシン・クラブの最初期のユニフォームは上下ともに白色であったが、1904年7月25日に会長側のメンバーが推していた黄色と黒色の縦縞のユニフォームを着用することが決定された。しかし、このデザインはウルグアイのCAペニャロールと同じということで、デビューして1週間で廃止となった。その後、ユニフォームはピンクと青の格子のデザインになり、それから1908年に青地に白の太い横縞のデザインへと移り変わっていった。しかし、1910年に、アルゼンチンの独立100周年を記念して、ユニフォームカラ―を国旗と同じ色の水色と白色に変更することにした。そして、ラシン・パリの横縞ではなく、縦縞のデザインにすることを決定し、このデザインは現在に至っている。
1905年にアルゼンチンサッカー協会 (AFA) の会員となり、アルゼンチンサッカーリーグの２部リーグでプレーした。1908年12月13日、プリメーラ・ディビシオン（1部）昇格をかけてCAリーベル・プレートと対戦。試合はリーベルが2-1で勝利した。しかし、試合後、ラシンは「リーベルのサポーターが試合中に何度もピッチに飛び降りた」ことを理由にAFAに試合の無効を訴えた。AFAはこの要求を受け入れて再試合が行われたが、再試合ではリーベルがラシンを7-1で葬り去って昇格を決めた。1909年にも昇格プレーオフに出場したが、今度はクラブ・デ・ヒムナシア・イ・エスグリマ・デ・ブエノスアイレスに敗れた。そして、1910年、4,000人の観客の前でボカ・ジュニアーズを下し、ついにプリメーラ昇格を果たした。この試合ではフェルナンデス、セミナリオ、アジャン、ウィンネ、フアン・オアコ、アンヘル・ベトゥラール、オジャルサバル、アルベルト・オアコ、フィルポ、フレルス、フアン・ペリネッティが先発メンバーに名を連ね、フレルスとA・オアコが得点した。

### ラ・アカデミア

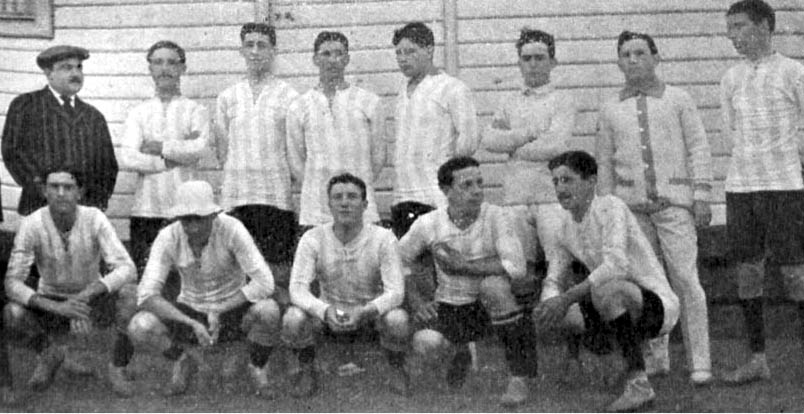
リーグ初優勝を飾った1913年のチーム

1911年5月7日にプリメーラ・ディビシオンでの初試合を行い、CAサン・イシドロに1-1で引き分けた。この試合でカルロス・スカローネがクラブ初得点を挙げている。初勝利は6月18日のキルメスAC戦 (2-1) であった。このシーズンには伝説的なクラブであるアルムニACから3-1の勝利を挙げているが、この2ヶ月後にはベルグラーノのチームに1-5で敗れた。アルムニはこのシーズン終了後に解散したため、敗れた試合が両者の最後の対戦となった。1913年シーズンはリーベルと並んで首位でレギュラーシーズンを終えた。プレーオフ初戦ではリーベルを3-0で下し、プレーオフ決勝ではサン・イシドロを2-0で破ってリーグ初優勝を飾った。この時のラシンにはA・オアコ、マルコベッチオ、ペリネッティ、オチョアなどの名選手が在籍していた。1914年シーズンには12試合を42得点７失点の好成績で終え、2位のエストゥディアンテス・デ・ラ・プラタを抑えて2連覇を達成した。 

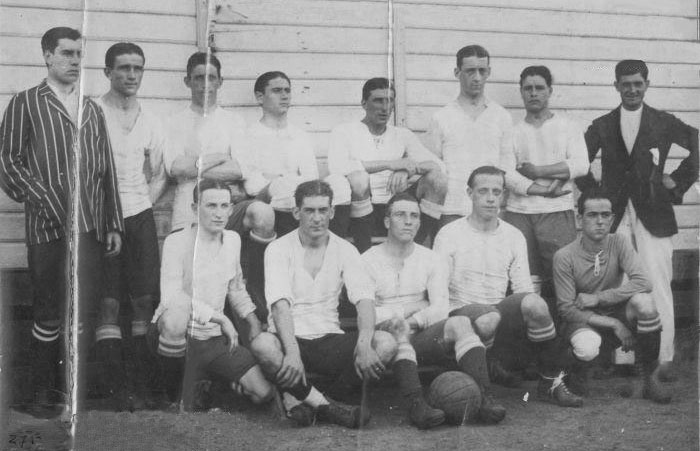
20試合で58得点を挙げて優勝した1917年のチーム

1915年シーズンは24試合で95得点5失点という傑出した成績を残し、プレーオフ決勝では2年前と同じくサン・イシドロと顔を合わせたが、1-0で再びサン・イシドロを破って3連覇を果たした。この試合はローカルライバルであるCAインデペンディエンテのスタジアムで行われ、ラシンの先発メンバーはアルドゥイーノ、プレスタ、レジェス、ベトゥラール、オラサール、ペペ、カナベリー、A・オアコ、マルコベッチオ（決勝点を挙げた）、オスピタル、フアン・ペリネッティであった。1916年シーズンには39得点10失点を記録し、21試合で勝ち点34を獲得。2位のCAプラテンセは勝ち点30に留まり、リーグ4連覇を果たした。1917年シーズンには20試合で58得点4失点という圧倒的な成績を残し、勝ち点35でリーグ5連覇を果たした。2位のリーベルは勝ち点30であった。1918年シーズンは49得点9失点であり、19戦無敗で6連覇を果たした。1919年には反体制派のリーグであるアソシアシオン・アマテウルス・デ・フットボールに移り、23試合を無敗で終えて7連覇を果たした。43得点10失点で勝ち点26を獲得した。2位は勝ち点20のCAベレス・サルスフィエルドであった。8連覇を目指した1920年シーズンはリーベルに勝ち点2及ばず2位に終わった。1921年シーズンは73得点16失点を記録し、38試合で勝ち点66を積み上げて王者に返り咲いた。

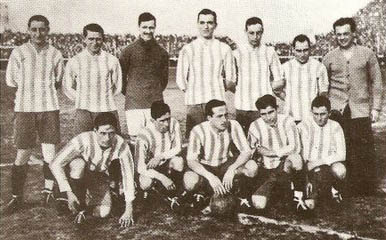
アマチュア時代最後のリーグ優勝を果たした1925年のチーム

1925年には24試合で勝ち点39を記録し、アマチュアリーグ時代最後のリーグ優勝を飾った。ラシンは全国リーグ創設後の22年間で9回の優勝（7連覇を含む）を果たしており、この驚くべき成績により他チームからフットボールのお手本と称され、アルゼンチンサッカー界における「ラ・アカデミア」（学院）というニックネームを授かった。リーグタイトルの他には、コパ・デ・オノール・ムニシパリダード・デ・ブエノスアイレスで4回（1912年・1913年・1915年・1917年）、コパ・イバルグレンで5回（1913年・1914年・1916年・1917年・1918年）の優勝を果たしている。国際舞台では1913年にコパ・デ・オノール・クセニエールで優勝し、1917年と1918年にはコパ・アルダオで優勝した。アマチュア時代の著名選手にはA・オアコ、アルベルト・マルコベッチオ、ペドロ・オチョア（ドリブルキングの異名を取った）、カルロス・ガルデル、ナタリオ・ペリネッティなどがいる。

### 1930年代から1940年代
1932年にはコパ・ベカール・バレーラで優勝し、1933年にはコパ・デ・コンペテンシアで優勝した。1930年代にはリーグ優勝が一度もなく、1932年・1933年・1936年の3位がこの期間の最高位であった。1934年に34得点、1936年に32得点を記録したエバリスト・バレーラが2度得点王に輝いた。バレーラの他にはフェルナンド・パテルノステル、チュエコ・ガルシア、ビセンテ・シトなどが目立った活躍を見せた。1940年代もリーグ優勝から遠ざかり、1946年と1948年の5位が最高位であった。1945年のコパ・デ・コンペテンシア・ブリタニカでは決勝でボカを4-1で破って優勝した。この時代のラシンにはホセ・サロモン、チリ人のセルヒオ・リビングストーネ、パラグアイ人のストライカー、デルフィン・ベニテス・カセレスなどがいた。1948年はストライキが起こるまでインデペンディエンテとリーベルに次ぐ3位につけていたが、反体制派の選手の多くはアルゼンチン国外でプレーしたため、彼らの穴埋めとしてユースカテゴリーから選手を補充せざるを得なかった。その上、CAバンフィエルド戦とCAサン・ロレンソ・デ・アルマグロ戦で挙げた勝ち点を除外されたため、優勝争いから脱落し、ライバルのインデペンディエンテにタイトルを持って行かれた。

### リーグ3連覇

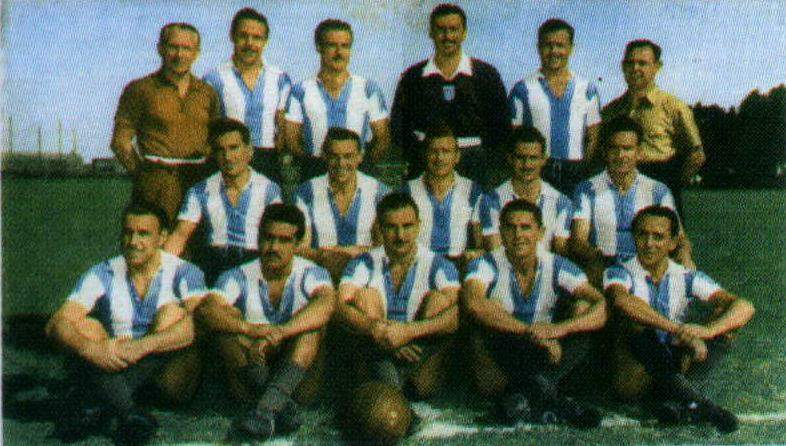
プロ化後初優勝を果たした1949年のチーム

1949年、プロ化後初めてのリーグ優勝を果たし、ジャミル・シメスが得点王に輝いた。1950年にはエスタディオ・フアン・ドミンゴ・ペロンが完成し、ベレス・サルスフィエルドとの落成試合に1-0で勝利を収めた。リーグ戦では2連覇を果たし、20得点のシメスが再び得点王に輝いた。1951年にはリーグ戦プレーオフでバンフィエルドを破り、3連覇を達成。ギジェルモ・スタビレ監督が率いたチームはプロ化後初めて3連覇を成し遂げたチームとなった。1952年シーズンはリーグ最少失点を記録したが、リーベルに次ぐ2位で4連覇を逃した。1953年シーズンも好結果を残して3位となったが、1954年シーズンは優勝したボカに遠く及ばない10位に終わった。1955年シーズンには反体制派の選手も恩赦によってプレーが許された。1958年にはホセ・デリャ・トーレ監督の下で13度目のリーグ優勝を飾り、1959年シーズンは2位となった。この期間にはノルベルト・メンデス、ルベン・ブラボ、シメス、マリオ・ボジェ、アルベルト・ラステッリ、ペドロ・デラチャ、エスラ・スエド、マヌエル・ブランコ、エルネスト・グティエレス、ペドロ・マンフレディーニ、アルナルド・バライ、フアン・ホセ・ピスッティ、ルベン・エクトル・ソサ、オレステス・コルバッタなど、多くの名選手がラシンに在籍して成功に貢献した。

### 国際舞台での成功

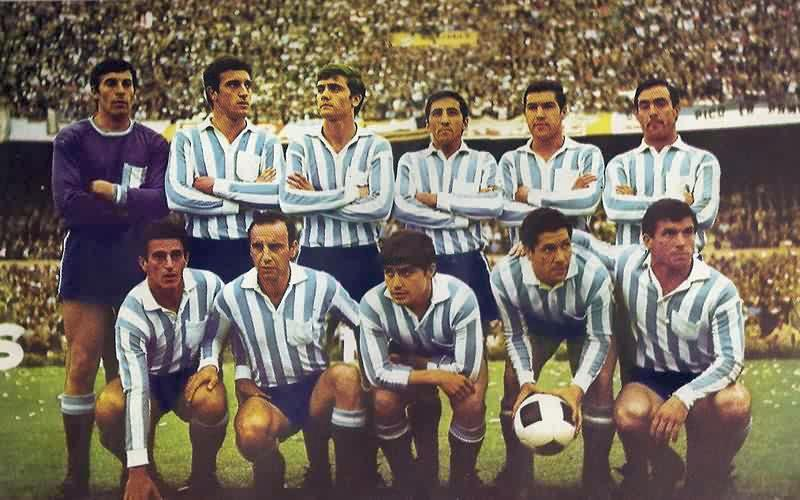
コパ・リベルタドーレスとインターコンチネンタルカップで優勝した1967年のチーム

1960年シーズンはリーグ最多の72得点を記録して4位となった。このシーズンのCAロサリオ・セントラル戦には11-3で勝利し、リーグ最大得点差勝利記録を更新。サウル・オンガーロ監督が率いた1961年シーズンにもリーグ最多の68得点を記録し、勝ち点47を獲得して14度目のリーグ優勝を果たした。1962年シーズンは9位に終わり、コパ・リベルタドーレスではファーストステージで敗退した。1964年にはサンティアゴ・サコールが新会長に就任。フアン・ホセ・ピスッティ監督に率いられた1966年にはリーグ最多得点（70点）と最少失点（24点）を記録し、勝ち点61を獲得して5年ぶりのリーグ優勝を果たした上に、39試合連続無敗のリーグ記録を樹立。メトロポリターノ1967では決勝に進出したが、エストゥディアンテス・デ・ラ・プラタに0-3で敗れた。同年のコパ・リベルタドーレスでは順調に勝ち進み、決勝でナシオナル（ウルグアイ）を2-1で破って同大会初優勝を飾った。同大会制覇はアルゼンチンのクラブとして2チーム目である。13得点を挙げたノルベルト・ラフォが得点王に輝いている。同年にはインターコンチネンタルカップにも出場し、UEFAチャンピオンズカップ王者のセルティックFC（スコットランド）と対戦した。グラスゴーで行われたファーストレグには0-1で敗れたが、ブエノスアイレスで行われたセカンドレグには2-1で勝利した。1勝1敗となったため、大会規定によりモンテビデオでプレーオフが行われ、フアン・カルロス・カルデナスの得点で1-0と勝利を飾った。当時の選手にはキーパーのアグスティン・マリオ・セハス、ソサ、ロベルト・ペルフーモ、アルフィオ・バシーレ、ラフォ、ルベン・オスワルド・ディアス、ネルソン・チャバイ、ハイメ・マルティノリ、カルデナス、フアン・カルロス・ルリ、フアン・ホセ・ロドリゲス、ウンベルト・マスキオ、フェデリコ・サッチ、コルバッタなどがいた。

### プリメーラB・メトロポリターナ降格
メトロポリターノ1972ではウバルド・フィジョールがデビューし、このシーズンだけで6度のPK阻止を見せてPK阻止数のリーグ記録を作った。フィジョールは後にアルゼンチンの歴史上最高のキーパーのひとりに数えられるほどに成長している。このシーズンには34試合を戦って勝ち点43を獲得し、サン・ロレンソに次ぐ2位となった。1974年から1978年にかけての期間は酷い成績が続き、1976年には順位表の下から2番目で降格をかろうじて回避。1970年代はいかなるタイトルも獲得できなかった。
1981年にはスタジアムが整備不良のために閉鎖され、1983年にはプリメーラB・メトロポリターナ（当時2部）降格となった。1984年は優勝したデポルティーボ・エスパニョールに次ぐ2位となり、昇格プレーオフに出場。プレーオフではCDモロンとCAラヌースを破ったが、プレーオフ決勝でクラブ・デ・ヒムナシア・イ・エスグリマ・ラ・プラタに敗れて昇格の道が途絶えた。バシーレ監督に率いられ、創造的な中盤の選手であるミゲル・コロンバッティが牽引したチームは、1985年にも2年連続で昇格プレーオフに出場。今度の昇格プレーオフではCAアタランタに2試合合計5-1で勝利し、プリメーラ・ディビシオン復帰を決めた。

### 再び国際舞台へ
1988年には第1回スーペルコパ・スダメリカーナに出場し、バシーレ監督のチームは決勝でクルゼイロEC（ブラジル）を破って優勝。同年にはスーペルコパ・インテラメリカーナに出場し、スポルティーボ・エレディアーノ（コスタリカ）を3-0で破った。1989年には久々にコパ・リベルタドーレスに出場したが、アトレティコ・ナシオナル（コロンビア）に敗れた。1992年にもスーペルコパ・スダメリカーナの決勝に進出し、決勝では4年前と同じくクルゼイロと対戦した。アウェーのベロオリゾンテで行われたファーストレグに0-4で敗れ、セカンドレグには1-0で勝利したものの、2試合合計1-4で準優勝に終わった。アペルトゥーラ1993でもタイトルに近づいたが、リーベル・プレートに次ぐ2位に終わった。この時代の主力選手にはフィジョール、グスタボ・コスタス、ネストル・ファブリ、トッティ・イグレシアス、ルベン・パス（1988年に南米年間最優秀選手賞受賞）、クラウディオ・ガルシア、クラウディオ・ロペス、フェルナンド・キロスなどがいた。

### クラブ破産。35年ぶりの優勝、そして再び低迷
ラシンは1998年に財政問題に直面し、1999年の国家的な危機の最中にダニエル・ラニン会長が破産を宣言した。2000年には経営権がブランキセレステ株式会社に譲渡された。財政危機がクラブを破産に追いやったにもかかわらず、アペルトゥーラ2001では1966年以来35年ぶりのリーグ優勝を果たした。マキシミリアーノ・エステベス、ホセ・チャトルク、クラウディオ・ウベダ、アドリアン・バスティア、ガブリエル・ロエシュボルなどがチームを構成し、指揮を執ったレイナルド・メルロ監督はこの偉業によってアイドル的存在となり、サポーターは銅像を作った。これに続く期間はいくつかの例外的なシーズン（3位になったクラウスーラ2005など）を除いて低調な成績が続いた。2000年からの9年間は外部団体の管理の下にあったが、2008年7月には経営権が再び非営利の市民団体の手に移った。12月21日、ロドルフォ・モリーナが新会長に選出され、S.A.という企業がクラブの運営を担うことになった。 リカルド・ロンバルディ監督やミゲル・アンヘル・ルッソ監督が指揮を執り、ゲームメイカーのジオバニ・モレノやストライカーのガブリエル・アウチェなどを獲得したが、依然として成績は低迷した。クラウスーラ2011の最中にはルッソ監督がクラブを去り、ディエゴ・シメオネ監督が就任した。シメオネ監督はアペルトゥーラ2011でも継続して指揮を執ったが、2011年12月に辞任してスペインのアトレティコ・マドリードに去った。2011-12シーズンにはコパ・アルヘンティーナで決勝に進出し、久しぶりのタイトル獲得が期待されたがボカに1-2で敗れて準優勝に終わった。その後、アルフィオ・バシーレ、レイナルド・メルロなどが再び指揮を執ったが、優勝できず低迷が続いた。

### 13年ぶりのタイトル
2014年シーズンは、ディエゴ・コッカが監督に就任して、クラブの下部組織出身でアイドルのディエゴ・ミリートが欧州から11年ぶりに復帰すると、キャプテンとして若い選手をまとめてチームを牽引し、グスタボ・ボウ、アドリアン・セントゥリオンと強力な3トップを形成し、13年ぶりの17度目となる国内リーグ優勝を果たした。このチームには他に、エセキエル・ビデラ、セバスチャン・サハなどがいた。コパ・リベルタドーレスにも11年ぶりに参戦したが、準々決勝でパラグアイのクラブ・グアラニーに敗れた。

## ライバル
ラシン・クラブの最大のライバルは同じアベジャネーダ地区を本拠地とするCAインデペンディエンテである（本拠地スタジアムも距離は200mしか離れていない）。両者の対戦はクラシコ・デ・アベジャネーダと呼ばれ、国内ではボカ・ジュニアーズとCAリーベル・プレートのスーペルクラシコに次ぐ関心を集め、アルゼンチンで2番目に権威のあるダービーマッチである。1970年代にインデペンディエンテが対戦成績で上回り、それ以降は現在に至るまで、インデペンディエンテ優勢である。
ボカ・ジュニアーズ、CAリーベル・プレート、CAサン・ロレンソ・デ・アルマグロとのビッグ5同士の対戦もクラシコと呼ばれ、国内で関心を集める。
2011年、CAベレス・サルスフィエルドがプロ化以降の優勝回数でラシン・クラブを追い越したことがあった。これにより、ベレスの選手が、メディアを通して「ビッグ・クラブと言われるラシン・クラブより自分達の方が上」といった挑発を行った。この時期から、ベレス・サルスフィエルドとの対戦も以前に増してかなり熱気を帯びている。

## サポーター
アルゼンチンで4番目に多くのサポーターを持つ。
観客席全体を覆い尽くす巨大な横断幕を持っている。恐らく世界一巨大な横断幕であり、大事な試合の場合に披露され頻繁に使用することはない。
政界ではフアン・ドミンゴ・ペロン大統領、ネストル・キルチネル大統領がラシン・クラブのサポーターであった。そして、音楽界では国民的歌手のカルロス・ガルデルがサポーターであった。そのため、スタジアムの観客席の1席にカルロス・ガルデルが座しているフィギュアが置かれている。
アルゼンチンのコルドバにあるクラブ・アトレティコ・ラシン（一般にアルゼンチンではラシン・デ・コルドバとよく言われる。1924年創立）は創設者の１人がラシン・クラブのサポーターであった。そのため名前が同じ「ラシン」となっている。それに加えこのクラブは、ユニフォームのデザインも水色と白の縦縞で、ブエノス・アイレスのこのラシン・クラブと全く同じにしている。

## スタジアム
エスタディオ・フアン・ドミンゴ・ペロンをホームスタジアムとしている。このスタジアムの名称はラシン・クラブのサポーターであったフアン・ドミンゴ・ペロン元アルゼンチン共和国大統領に因んでいる。その円筒（英語:cylinder, スペイン語:cilindro）のような外観から、一般にはエル・シリンドロ・デ・アベジャネーダという名称で知られる。エル・シリンドロは1950年に完成した。アルゼンチンで初めて全体をぐるりと覆う屋根付きのスタジアムであった。そして、1997年に改築され、かつては120,000人を収容したが64,161人収容に減らされた。そして現在の観客収容人数の限度は53,000人余りまで減ったが、それでもエル・モヌメンタルに次いでアルゼンチンで2番目に大きなスタジアムである。エル・シリンドロは、ライバルのCAインデペンディエンテのホームスタジアムであるエスタディオ・リベルタドーレス・デ・アメリカからわずか2ブロックしか離れていない。

## ユニフォーム
|      |
| 1903 |

|          |
| 1904 (1) |

|             |
| 1904-08 (2) |

|         |
| 1908-10 |

|           |
| 1910-現在 |

(1) このデザインは1973年に1試合限定で復活した

(2) 伝統あるユニフォームに敬意を示し、2005-06シーズンのアウェー用ユニフォームはこのデザインを模している

## 近年の成績
| シーズン | シーズン       | ディビジョン     | 順位 | 試合数 | 勝 | 分 | 敗 | 得点 | 失点 | 勝ち点 | 備考                                      |
| -------- | -------------- | ---------------- | ---- | ------ | -- | -- | -- | ---- | ---- | ------ | ----------------------------------------- |
| 2006-07  | アペルトゥーラ | プリメーラ       | 10   | 19     | 7  | 5  | 7  | 22   | 19   | 26     |                                           |
| 2006-07  | クラウスーラ   | プリメーラ       | 13   | 19     | 5  | 8  | 6  | 28   | 30   | 23     |                                           |
| 2007-08  | アペルトゥーラ | プリメーラ       | 13   | 19     | 7  | 4  | 8  | 23   | 24   | 25     |                                           |
| 2007-08  | クラウスーラ   | プリメーラ       | 20   | 19     | 2  | 9  | 8  | 14   | 22   | 15     | 昇降格プレーオフ出場 (残留)               |
| 2008-09  | アペルトゥーラ | プリメーラ       | 14   | 19     | 5  | 7  | 7  | 19   | 22   | 22     |                                           |
| 2008-09  | クラウスーラ   | プリメーラ       | 5    | 19     | 8  | 6  | 5  | 23   | 21   | 30     |                                           |
| 2009-10  | アペルトゥーラ | プリメーラ       | 16   | 19     | 4  | 5  | 10 | 17   | 26   | 17     |                                           |
| 2009-10  | クラウスーラ   | プリメーラ       | 8    | 19     | 9  | 2  | 8  | 21   | 22   | 29     |                                           |
| 2010-11  | アペルトゥーラ | プリメーラ       | 6    | 19     | 8  | 5  | 6  | 25   | 18   | 29     |                                           |
| 2010-11  | クラウスーラ   | プリメーラ       | 15   | 19     | 7  | 2  | 10 | 25   | 26   | 23     |                                           |
| 2011-12  | アペルトゥーラ | プリメーラ       | 2    | 19     | 7  | 10 | 2  | 16   | 8    | 31     |                                           |
| 2011-12  | クラウスーラ   | プリメーラ       | 17   | 19     | 5  | 4  | 10 | 19   | 27   | 19     |                                           |
| 2012-13  | イニシアル     | プリメーラ       | 5    | 19     | 9  | 6  | 4  | 26   | 12   | 33     |                                           |
| 2012-13  | フィナール     | プリメーラ       | 6    | 19     | 8  | 5  | 6  | 24   | 17   | 29     |                                           |
| 2013-14  | イニシアル     | プリメーラ       | 19   | 19     | 4  | 4  | 11 | 12   | 24   | 16     |                                           |
| 2013-14  | フィナール     | プリメーラ       | 18   | 19     | 4  | 5  | 10 | 19   | 24   | 17     |                                           |
| 2014     | -              | プリメーラ       | 1    | 19     | 13 | 2  | 4  | 30   | 16   | 41     |                                           |
| 2015     | -              | プリメーラ       | 4    | 30     | 16 | 9  | 5  | 40   | 23   | 57     | コパ・リベルタドーレス 準々決勝敗退       |
| 2016     | -              | プリメーラ ソナ2 | 6    | 16     | 6  | 6  | 4  | 29   | 26   | 24     | コパ・リベルタドーレス ラウンドオブ16敗退 |
| 2016-17  | -              | プリメーラ       |      |        |    |    |    |      |      |        |                                           |

## タイトル

### 国内タイトル
- プリメーラ・ディビシオン : 18回
  - (アマチュア時代) 1913, 1914, 1915, 1916, 1917, 1918, 1919, 1921, 1925
  - (プロ時代) 1949, 1950, 1951, 1958, 1961, 1966, 2001-02, 2014, 2018-19
- コパ・イバルグレン : 5回[2]
  - 1913, 1914, 1916, 1917, 1918
- コパ・デ・オノール・ムニシパリダード・デ・ブエノスアイレス : 4回[2]
  - 1912, 1913, 1915, 1917
- コパ・デ・オノール・アドリアン・ベカール・バレーラ : 1回[14][2]
  - 1932
- コパ・デ・コンペテンシア・リーガ・アルヘンティーナ・デ・フトボル : 1回[2][15]
  - 1933
- コパ・デ・コンペテンシア・ブリタニカ・ジョージ6世 : 1回[2][16]
  - 1945
- プリメーラB・ナシオナル : 1回
  - 1910

### 国際タイトル
- コパ・リベルタドーレス : 1回
  - 1967
- インターコンチネンタルカップ : 1回
  - 1967
- スーペルコパ・スダメリカーナ : 1回
  - 1988
- スーペルコパ・インテラメリカーナ : 1回[2]
  - 1988
- コパ・アルダオ : 2回[2]

1917, 1918
- コパ・デ・オノール・クセニエール : 1回[2]
  - 1913

## 現所属メンバー
2021年1月23日現在
注：選手の国籍表記はFIFAの定めた代表資格ルールに基づく。
| No. | Pos. |              | 選手名                   |
| --- | ---- | ------------ | ------------------------ |
| 1   | GK   | チリ         | ガブリエル・アリアス ()  |
| 2   | DF   | アルゼンチン | フアン・ホセ・カセレス   |
| 3   | DF   | アルゼンチン | アレクシス・ソト         |
| 4   | DF   | アルゼンチン | イバン・ピジュード       |
| 5   | MF   | チリ         | エウヘニオ・メナ         |
| 6   | DF   | アルゼンチン | ルーカス・オルバン       |
| 7   | FW   | アルゼンチン | エクトル・フェルトーリ   |
| 8   | MF   | ウルグアイ   | フェブリシオ・ドミンゲス |
| 9   | FW   | アルゼンチン | ホナタン・クリスタルド   |
| 10  | MF   | パラグアイ   | マティアス・ロハス       |
| 11  | FW   | アルゼンチン | アンヘル・ゴメス         |
| 12  | DF   | ウルグアイ   | フェルナンド・プラード   |
| 14  | FW   | アルゼンチン | サンティアゴ・ゴドイ     |
| 16  | MF   | アルゼンチン | マウリシオ・マルティネス |
| 17  | FW   | アルゼンチン | ベンハミン・ガレ         |

| No. | Pos. |              | 選手名                 |
| --- | ---- | ------------ | ---------------------- |
| 19  | MF   | アルゼンチン | リオネル・ミランダ     |
| 20  | FW   | アルゼンチン | ダリオ・ツヴェタニッチ |
| 21  | MF   | チリ         | マルセロ・ディアス     |
| 23  | MF   | アルゼンチン | ネリー・ドミンゲス     |
| 24  | MF   | アルゼンチン | フリアン・ロペス       |
| 25  | GK   | アルゼンチン | ガストン・ゴメス       |
| 26  | MF   | ウルグアイ   | カルロス・アルカレス   |
| 27  | MF   | アルゼンチン | ティアゴ・バネガ       |
| 29  | FW   | アルゼンチン | ニコラス・レイニエロ   |
| 30  | DF   | アルゼンチン | レオナルド・シガリ     |
| 31  | GK   | アルゼンチン | マティアス・イバニェス |
| 32  | DF   | アルゼンチン | エリアス・マチューカ   |
| 33  | MF   | アルゼンチン | ファビアン・サンチェス |
| 34  | MF   | アルゼンチン | ルカ・アンドラーダ     |
| 35  | MF   | パラグアイ   | ロレンソ・メルガレホ   |

## 個人記録
| 順位 | 名前                         | 試合数 |
| ---- | ---------------------------- | ------ |
| 1    | アグスティン・セハス         | 334    |
| 2    | クラウディオ・ウベダ         | 329    |
| 3    | フアン・カルロス・カルデナス | 321    |
| 4    | エスラ・スエド               | 308    |
| 5    | カルロス・スケオ             | 306    |
| 6    | グスタボ・コスタス           | 291    |
| 7    | ホセ・ルイス・ガルシア       | 272    |
| 8    | ルベン・オスワルド・ディアス | 246    |
| 9    | ロベルト・ディアス           | 244    |
| 10   | フリオ・オラルティコエチェア | 239    |

| 順位 | 名前                       | 得点数 |
| ---- | -------------------------- | ------ |
| 1    | アルベルト・オアコ         | 244    |
| 2    | アントニオ・マルコベッシオ | 207    |
| 3    | エバリスト・バレーラ       | 136    |
| 4    | フアン・ホセ・ピスッティ   | 125    |
| 5    | ナタリオ・ペリネッティ     | 112    |
| 6    | アルベリコ・サバレタ       | 111    |
| 7    | ペドロ・オチョア           | 108    |
| 8    | ジャミル・シメス           | 106    |

## 歴代監督
- ギジェルモ・スタビレ 1949-1960
- ウバルド・フィジョール 1972-1973
- ルイス・クビジャ 1994
- アルベルト・ホルヘ 2000
- オスカール・ロペス 2000
- レイナルド・メルロ 2001
- オズワルド・アルディレス 2002
- エミリオ・コミーソ 2003
- ミゲル・アンヘル・カッパ 2003.1-2003.6
- ミゲル・アンヘル・コロンバッティ 2003
- ウバルド・マティルド・フィジョール 2003
- ギジェルモ・リバローラ 2004
- フェルナンド・キロス 2005
- アルベルト・ファネーシ 2006
- ディエゴ・シメオネ 2006.2-2006.5
- ミゲル・アンヘル・ミコ 2007
- グスタボ・コスタス 2007.4-2007.12
- ミゲル・アンヘル・ミコ 2007.12-2008.4
- フアン・マヌエル・ジョップ 2008.7-2009.2
- カルーソ・ロンバルディ 2009.2-2009.10
- フアン・バルバス 2009.9-2009.11 (暫定監督)
- クラウディオ・ビバス 2009.11-2010.2
- ミゲル・アンヘル・ルッソ 2010.2-2011.6
- ディエゴ・シメオネ 2011.6-2011.12
- アルフィオ・バシーレ 2011.12-2012.4
- ルイス・スベルディア 2012.4-2013.8
- カルロス・イスチア 2013
- レイナルド・メルロ 2013-2014
- ディエゴ・コッカ 2014-2015
- ファクンド・サバ 2016
- リカルド・シエリンスキー 2016
- ディエゴ・コッカ (2017)
- フアン・ラモン・フレイタ (暫定) (2017)
- エドゥアルド・コウデ (2017-2019)
- セバスティアン・ベカセッセ (2020-2021)
- フアン・アントニオ・ピッツィ (2021)
- クラウディオ・ウベダ (2021)
- フェルナンド・ガゴ (2021-)

## 歴代所属選手

### GK
| - ロヘリオ・ドミンゲス 1948-1956 - ウバルド・フィジョール 1972-1973, 1986-1989 - カルロス・ロア 1988-1993 - セルヒオ・ゴイコチェア 1991 | - アルバノ・ビサーリ 1996-1999 - セルヒオ・ロメロ 2006-2007 - アグスティン・オリオン 2016-2017 - フアン・ムッソ 2016-2018 |

### DF
| - アルフィオ・バシーレ 1964-1970 - フリオ・オラルティコエチェア 1976-1981, 1988-1990 - ホセ・ルイス・ブラウン 1989 - セルヒオ・バスケス 1991-1992 - クラウディオ・ウベダ 1995-2003 - グスタボ・カブラル 2003-2007 | - ハビエル・ピノラ 2004-2005 - レアンドロ・グリミ 2005-2007 - ガブリエル・メルカド 2006-2010 - マルコス・カセレス 2007-2012 - ロベルト・アジャラ 2010 - マルコス・アクーニャ 2014-2017 |

### MF
| - ホルヘ・ホセ・ベニテス 1969-1973 - リカルド・ビジャ 1976-1978 - フアン・バルバス 1977-1982 - ルベン・パス 1987-1988, 1990-1993 - オスバルド・サルバドル・エスクデロ 1989-1990 - ホセ・バスアルド 1991-1992 - グスタボ・バロスケロット 2001-2002 - マリアーノ・ゴンサレス 2002-2004 - フアン・マヌエル・トーレス 2002-2006 - ディエゴ・シメオネ 2005-2006 - クリスティアン・レデスマ 2005 | - マキシミリアーノ・モラレス 2005-2007, 2008 - クラウディオ・ジャコブ 2006-2012 - マティアス・サンチェス 2006-2008 - フランコ・スクリーニ 2008-2009 - ルーカス・カストロマン 2009-2010 - ブルーノ・スクリーニ 2010-2014 - ジョバンニ・モレノ 2010-2012 - マウロ・カモラネージ 2012-2014 - ロドリゴ・デ・パウル 2012-2014, 2016 - マリオ・ボラッティ 2013 |

### FW
| - セサル・ルイス・メノッティ 1964 - レオポルド・ルケ 1981-1982 - ラモン・メディナベージョ 1986-1989 - クラウディオ・ロペス 1992-1996, 2007-2008 - マルセロ・デルガド 1995-1999 - エステバン・フエルテス 1996-1997 | - ディエゴ・ミリート 1999-2003, 2014-2016 - リサンドロ・ロペス 2003-2005, 2016-2021 - ゴンサロ・ベルヘッシオ 2006-2007 - テオフィロ・グティエレス 2011-2012 - ルシアーノ・ビエット 2011-2014 - ラウタロ・マルティネス 2015-2018 |